# Burg Sonneberg
Die Burg Sonneberg, auch Schloss Sonneberg oder Schlossberg Sonneberg', ist eine abgegangene Spornburg auf dem Gebiet der heutigen Stadt Sonneberg in Thüringen. Sie war der Herrschaftssitz der niederadeligen Herren von Sonneberg, die im 13. Jahrhundert auf dem Herrschaftsgebiet der Herzöge von Andechs-Meranien im Raum Coburg zwischen dem Thüringer Schiefergebirge im Norden und den bischöflichen Besitzungen im Volkfeldgau im Süden eine herrschaftliche Verwaltung errichteten und aufrechterhielten.

## Lage
Die Burganlage liegt auf 502,3 m ü. NN am Ostrand des Gipfelplateaus des Schlossbergs etwa 70 Meter über dem engen Tal der Röthen und der Sonneberger Altstadt. Sie befindet sich zirka 1,8 Kilometer nördlich vom Hauptbahnhof. Die Burg lag an einer Passstraße über den Kamm des Thüringer Schiefergebirges an einer Handelsroute von Leipzig über Saalfeld nach Nürnberg und hatte somit eine strategische Bedeutung.

## Geschichte

### Das aktuelle Schlossberggebäude

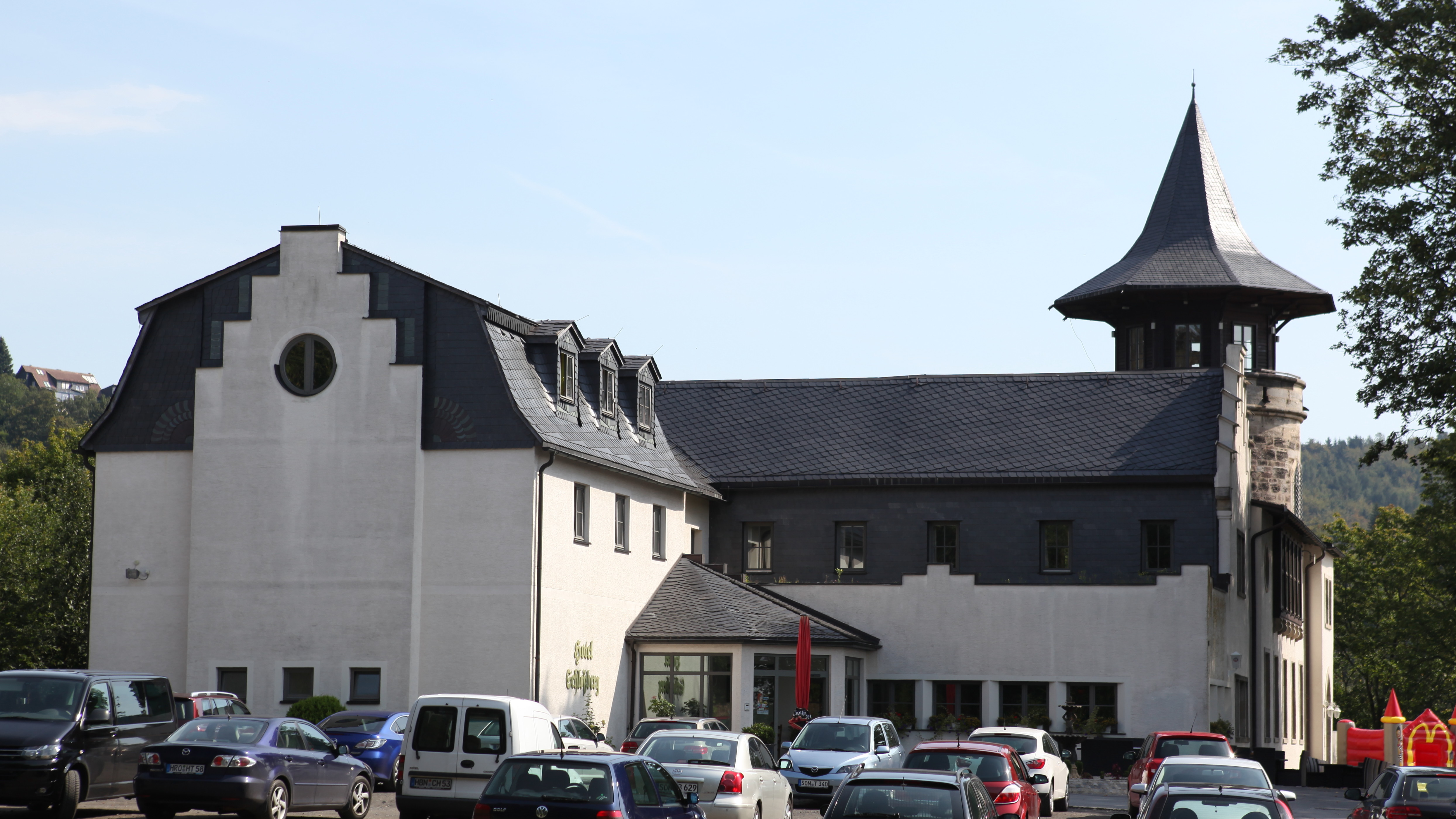
Hotel Schlossberg

Der zu Ehren der neugeborenen Tochter des Herzogs Bernhard II. von Sachsen-Meiningen gegründete Augustenverein errichtete von 1844 bis 1850 an der Stelle der alten Burganlage nach Plänen des Architekten Carl Alexander Heideloff ein Schützenhaus mit Wirtschaft und Tanzsaal im neugotischen Stil mit einem Aussichtsturm, der 1877 auf 20 m erhöht wurde und seine charakteristische Turmhaube bekam. Der Komplex auf dem Schlossberg wurde schnell zum beliebten Ausflugsziel. Das Schützenhaus wurde 1950 abgerissen, als die einheimischen Architekten Richard Marsiske und Hans Malsch den gesamten Gebäudekomplex bis 1953 umbauten. Dabei orientierten sie sich an dem so genannten Stil der nationalen Tradition, einer Art Neoklassizismus, der die Nachkriegsarchitektur bis Mitte der 1950er Jahre bestimmte. Das Innere des Saals wurde damals durch die Künstler Otto Keil, Karl Staudinger und Karl Müller gestaltet. In der Zeit des Umbaus lebte kurzzeitig Milo Barus in Sonneberg und bewarb sich 1953 bei der Stadt erfolglos um die Bewirtschaftung des Gebäudes. Wegen seiner bis dahin unsteten Lebensführung als Artist hielten die zuständigen Stellen in Sonneberg Milo Barus für ungeeignet, das vor der Wiedereröffnung stehende repräsentative Ausflugs-, Veranstaltungs- und Tanzlokal zu führen.
1997 wurde das Gebäudeensemble durch eine Sonneberger Unternehmergruppe um einen Hoteltrakt erweitert und ist seit 2007 im Privatbesitz der Familie Thomas Häfner. Das Schlossberggebäude wurde bis 2014 als Hotel, Gaststätte mit gehobener Küche und Feierlokalität geführt. Der tägliche Gastronomiebetrieb wurde im Jahr 2014 eingestellt. Seit 2015 führt die Familie Matthias Maier das Anwesen als reine Eventlocation. Seither wird der Komplex ausschließlich als „Schlossberg Eventlocation“ für Hochzeiten, Events, Geburtstage oder Firmenveranstaltungen betrieben. Den Gästen stehen 16 Übernachtungsmöglichkeiten zur Verfügung: in den 5 Hotelzimmern oder in der Turmsuite mit Panoramablick bis Oberfranken.
2018 wurde Matthias Maier mit dem Thüringer Gründerpreis geehrt: „Gelungene Unternehmensnachfolge“.

### Die frühesten Erwähnungen
Nach einer umstrittenen Darstellung der Geschichte der Franken durch den Abt Johannes Trithemius aus dem Jahr 1514 soll die Burg bereits im 5. Jahrhundert als „Schutzwe(h)r gegen die Düringer“ durch den ostfränkischen Herzog Sunno, einem hypothetischen Nachfahren des fränkischen Heerführers Sunno, errichtet worden sein, für dessen Existenz, Aufenthalt und Wirken in der Region am Obermain aber keinerlei seriöse Belege oder Hinweise existieren. Vermutlich befand sich dort tatsächlich eine gotisch-terwingische Garnison, die einen alten, möglicherweise prähistorischen Heer- und Handelsweg, die bedeutendste Nord-Süd-Verbindung von der Saale über die ansonsten mehr oder weniger unüberwindliche Kammlinie des Thüringisch-Fränkischen Mittelgebirges zum Main, sicherte.
Die früheste Erwähnung des „castrum sonneberg“ befindet sich im Zusammenhang mit der Stiftung des Klosters Banz 1069–1071 in einer Abhandlung, die Heinrich, der Abt des Klosters, allerdings erst nach 1295 verfasste. Ob sich Heinrich mit dieser Ortsangabe auf eine zur Zeit der Klostergründung tatsächlich existierende Burg bezog oder nur die Lage der Burg Sonneberg als Orientierungspunkt angab, ist ungeklärt. Daher kann diese Erwähnung nicht als Beweis für die Existenz der Burg und der Adelsfamilie im 11. Jahrhundert angesehen werden. Dennoch ist der Beginn der mainfränkischen Besiedlung und damit sicher auch die Errichtung einer Herrschaft auf dem Reichsgut im Coburger und Sonneberger Raum nach der gleichen Quelle in der Ära der Markgrafen von Schweinfurt ab etwa 980 anzusetzen. Zu einem gewissen Abschluss sollte diese fränkische Landnahme vor dem Jahr 1075 gekommen sein, in dem Mönche aus dem Erzbistum Köln, dessen Erzbischof Anno II. 1056 ehemaliges Reichsdomänenland um Saalfeld, im südlichen Orlagau und um Coburg aus dem Erbe der Richeza, der Tochter des Pfalzgrafen Ezzo von Lothringen, an sich gebracht hatte, im Auftrag der Benediktinerabtei Saalfeld von deren Propstei Sankt Peter und Paul auf dem Coburger Burgberg aus mit der umfassenden Christianisierung der autochthonen urthüringischen oder elbgermanischen und slawischen Bevölkerung und der mainfränkischen Siedler begannen.

### Die Burg als Teil der Pflege Coburg und Sachsen-Coburg
1317 erwarb die Grafschaft Henneberg die Burg der inzwischen ausgestorbenen Herren von Sonneberg und gab sie den mit den Sonnebergern verwandten Herren von Schaumberg zu Lehen. Gräfin Jutta von Henneberg verpfändete die Burg 1350 an ihren Schwiegersohn, den Burggrafen Albrecht den Schönen von Nürnberg. Als Teil der Pflege Coburg fiel die Burg Sonneberg 1353 an das Haus Wettin und wurde zum militärischen Stützpunkt. Spätestens in dieser Phase wurde sie wehrhaft ausgebaut und erhielt einen Bergfried mit quadratischem Grundriss. 1361 wurde eine Schlosskapelle geweiht. Im Jahr 1451 vertrieb Herzog Wilhelm der Tapfere mit Hilfe Erfurter Truppen den Ritter Apel Vitzthum von der Burg Sonneberg und damit aus der gesamten Pflege Coburg.

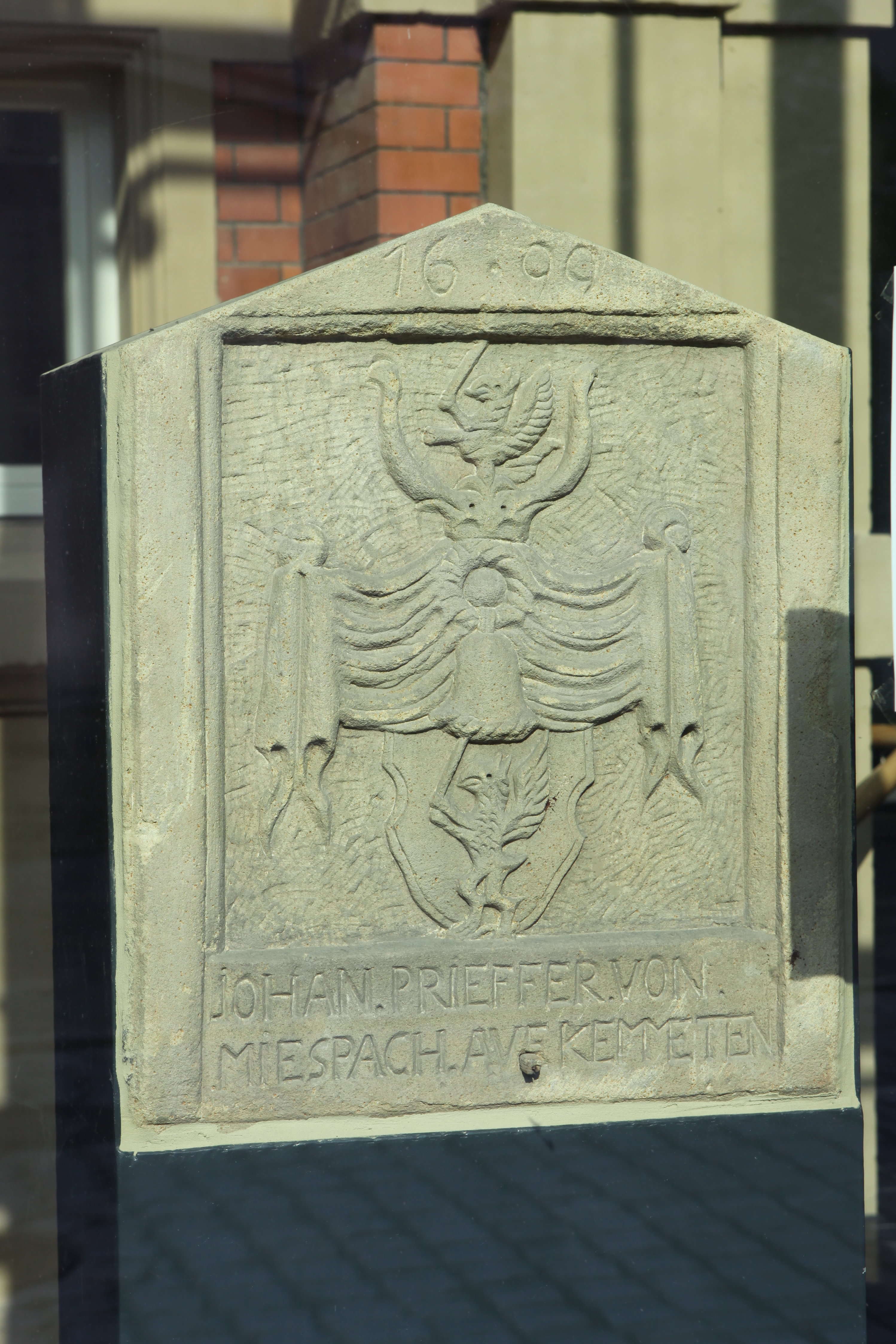
Hauszeichen Untere Marktstraße 2

Unter der Herrschaft der sächsischen Kurfürsten wurde die Burg Sonneberg Sitz eines Amtmanns und Schössers, dessen Amtssitz ab 1536 vom Schlossberg auf den Gutshof unterhalb der Burg in der Stadt verlegt wurde. Nach einem Brand, der am 27. März 1596 die Kirche und einen großen Teil der Häuser um den Marktplatz völlig zerstörte und das Schloss schwer beschädigte, wurde dieses endgültig aufgegeben. Als Amtssitz verblieb ein Komplex bescheidener Gebäude, die nach und nach auf dem Gut unterhalb der Burg entstanden waren. Das Hauptgebäude, die Kemenate über der geheimnisvollen „cella“, deren Bestimmung allem Anschein nach schon damals nicht mehr bekannt war („cempnatam antiquam et camerum super cellam“ … „in castrum“), war 1361 dem Adeligen Dietrich Schott zu Lehen gegeben worden. Durch den Umzug des Amtmanns Matthes von Wallenrod vom Schlossberg auf das Gut wurde es zum Schlösschen, in dem u. a. Angehörige der Adelsfamilien von Götterfahrt, von Rosenau, von Vippach (1694), von Redwitz, von Eyb geb. Egloffstein, von Miespach und von Uttenhoven (1732) residierten. 1689 wurde es mit dem Nachbarhaus, einem zur Kemenate gehörenden Wohnhaus, durch einen Zwischenbau verbunden und um zwei Fachwerkstockwerke erweitert. Das Gebäude war Amtshaus und Kreisgericht, 1869/70 wurde dort die Gewerbeschule eingerichtet und von 1883 bis 1903 das Realgymnasium. Danach wurde es zu Wohnzwecken umgebaut. Im Zuge eines Erweiterungsbaus für das Kreisgericht wurde die Kemenate in den 1990er Jahren abgerissen.
Auf dem Gutshof östlich der Unteren Marktstraße, zu dessen Besitzung auch die außerhalb der Umfriedungsmauer gelegene Eller (nach Erlen benannte Flur) zählte, standen zwei Gutshäuser, die ebenfalls auf die Zeit der Herrschaft Sonneberg zurückgingen. Sie dienten schon Graf Heinrich VIII. von Henneberg als Winterwohnsitz und wurden von Herzog Wilhelm, der während einer Pestepidemie 1463 in Sonneberg Zuflucht suchte, zum Witwensitz für seine zweite Gemahlin Katharina von Brandenstein ausgebaut, der dieser jedoch durch Kurfürst Ernst wieder entzogen wurde. Durch die Verlegung des Amtssitzes wurde das Gut zur Wohnstätte des Amtshauptmanns. 1671 verkaufte die kursächsische Obervormundschaft den Hof mit verschiedenen Rechten, Freiheiten und Gütern an den Kaufmann und Ratsverwandten Egidius Friedel, am 12. Dezember 1764 erwarb ihn der Spielwarenfabrikant Johann Philipp Dressel. Im 19. Jahrhundert entstand auf dem Dresselschen Hof eine bedeutende Spielwarenfabrikation. 1914 vernichtete ein Brand einen Teil der Gebäude. 1946 wurde das Gelände verstaatlicht und in der Folge als Betriebsstätte der VEB „Sonni“ und „Herko“ genutzt. Ende der 1990er Jahre wurden fast alle Gebäude einschließlich der südlich angrenzenden historischen Stadtbrauerei abgebrochen. Nur ein größeres Gebäude der „Herko“ verblieb noch leerstehend, bis es als letztes in den 2010er Jahren auch abgerissen wurde. Der Groschenhof ist noch bebaut.
Etwas bergauf in Richtung der Wehd, einem dem Gut zugehörigen Anwesen auf dem benachbarten Brombergplateau, befand sich das alte Amtshaus oder Berghaus', das schon früh verfallen war. Nahebei standen die alte und später die neue Frohnfeste (Gefängnis). Die alte Post, ursprünglich ein Hofbauernhaus, war der Sitz des Amtsvogtes, nachdem das Berghaus abgetragen war. Ein Gebäude neben dem Schlösschen, das ursprünglich nicht zum Gut gehört hatte, wurde 1778 zum Oberamtshaus, dem Sitz des Forstdepartements umgebaut, der 1828 in das Forsthaus in der Bettelheckerstraße verlegt wurde. Diejenigen Gebäude, die im 19. Jahrhundert noch existierten, wurden größtenteils bei einem verheerenden Stadtbrand, der am 27. August 1840 in der Innenstadt von Sonneberg die Stadtkirche, 59 Wohnhäuser und zahlreiche Nebengebäude vernichtete, zerstört. Andere Gebäude wurden durch Umnutzungen überbaut. Die neue Frohnfeste im Gerichtssteig 10 wurde bis 1963 genutzt und ist erhalten.

### Zerstörung der Burg
Zu Beginn des 17. Jahrhunderts wurden auf der Burg letztmals Reparaturen durchgeführt. Während des Dreißigjährigen Krieges plünderten 1635 kaiserliche Truppen unter dem Befehl des Generals Guillaume de Lamboy die Burg und zündeten sie an. 1639 zerstörte ein Unwetter die gesamte Burganlage, die in der Folge als Steinbruch diente. Nach Verkauf der inzwischen verfallenen Anlage an einen Adeligen F. A. Kohlhaas zu Mürschnitz ließ dieser die noch vorhandenen Mauerpartien abtragen, um die Steine für sein neues Haus am Stadtrand zu verwenden. Das Grundstück wurde danach parzelliert und verkauft.

## Baubeschreibung
Nach dem Brand des Schlossgebäudes 1596, den Brandschatzungen während des Dreißigjährigen Krieges 1635 und einem schweren Unwetter 1639 war die Burganlage stark beschädigt und verfiel in der Folgezeit vollständig. Mitte des 19. Jahrhunderts waren nur noch einige Gräben und Wälle erkennbar. Der mittelalterlichen Burganlage kann noch ein Wallrest unterhalb des Schlossbergplateaus zugewiesen werden, der allerdings sehr verschliffen und durch jüngere Planierungsarbeiten überprägt ist. Bei einer Erweiterung der modernen Schlossberggebäude 1927/28 konnte der Sonneberger Lehrer, Heimatforscher und Begründer des Deutschen Spielzeugmuseums, Paul Kuntze, Mauerwerksreste mit Buckelquadern sichern und dokumentieren.